# Салмур
Салму̀р (на италиански: Salmour; на пиемонтски: Salmor, Салмор) е село и община в Северна Италия, провинция Кунео, регион Пиемонт. Разположено е на 391 m надморска височина. Населението на общината е 725 души (към 2010 г.).